# كارولين هيلر
كارولين هيلر (بالإنجليزية: Carolyn Heller)‏ هي رسامة أمريكية، ولدت في 9 يناير 1937، وتوفيت في 22 أغسطس 2011.

## وصلات خارجية
- الموقع الرسمي